# Национальный олимпийский комитет Гамбии
Национальный олимпийский комитет Гамбии (англ. Gambia National Olympic Committee) — организация, представляющая Гамбию в международном олимпийском движении. Основан в 1972 году; зарегистрирован в МОК в 1976 году.
Штаб-квартира расположена в Бакау. Является членом Международного олимпийского комитета, Ассоциации национальных олимпийских комитетов Африки и других международных спортивных организаций. Осуществляет деятельность по развитию спорта в Гамбии.